# Bustillo del Oro
Bustillo del Oro é um município da Espanha na província de Zamora, comunidade autónoma de Castela e Leão, de área 15,48 km² com população de 118 habitantes (2007) e densidade populacional de 7,62 hab./km².

## Demografia
| Variação demográfica do município entre 1991 e 2004 | Variação demográfica do município entre 1991 e 2004 | Variação demográfica do município entre 1991 e 2004 | Variação demográfica do município entre 1991 e 2004 |
| --------------------------------------------------- | --------------------------------------------------- | --------------------------------------------------- | --------------------------------------------------- |
| 1991                                                | 1996                                                | 2001                                                | 2004                                                |
| 190                                                 | 175                                                 | 140                                                 | 139                                                 |